# 4-Metilimidazol
4-Metilimidazol ou 4-MEI é um dos produtos de degradação do corante Caramelo IV, usado em refrigerantes de Cola, energéticos e também está presente em agrotóxicos e corantes de caramelo. Sua grande concentração no organismo pode levar ao surgimento de Cancros de pulmão, de esôfago e leucemia.
4-metilimidazol (4-MEI), é uma substância supostamente cancerígena que se forma a partir da utilização de amônia ou sulfitos na produção do corante caramelo tipos III e IV. No entanto, os estudos científicos ainda não comprovaram a relação entre 4-MEI e câncer em humanos. Apenas um estudo do governo Americano avaliou os efeitos do 4-MEI em animais. Nele, foram aplicadas grandes quantidades de 4-MEI em ratos e ratazanas por um longo período de dois anos. Verificou-se que apenas os ratos tiveram aumento na incidência de tumores, e as ratazanas não.
Agora, a vigilância sanitária dos Estados Unidos, FDA, está avaliando a questão levantada pela CSPI. No entanto, o porta-voz da entidade, Douglas Karas, ponderou: “É importante entender que uma pessoa precisaria consumir milhares de latas de refrigerante diariamente para atingir o número de doses equivalentes às administradas no estudo que mostrou relação com o câncer em ratos de laboratório.”
Na verdade nos Estados Unidos a quantidade do mesmo é 60 vezes menor no refrigerante de cola.